# بروس هیزن
بروس هیزن (انگلیسی: Bruce C. Heezen؛ ۱۱ آوریل ۱۹۲۴ – ۲۱ ژوئن ۱۹۷۷) دانشمند در زمینه زمین‌شناسی اهل ایالات متحده آمریکا بود. او به‌هم‌راه ماری ثارپ، که متخصص نقشه‌نگاری اقیانوس‌ها بود، در دههٔ ۱۹۵۰ در دانشگاه کلمبیا بر نقشه‌نگاری از پشته میانی اقیانوس اطلس کار می‌کرد.